# 農業部桃園區農業改良場
農業部桃園區農業改良場（簡稱桃改場、桃園場），為中華民國農業部下的四級機關，負責臺北市、新北市、桃園市、基隆市、新竹市、新竹縣農業試驗應用及推廣業務。

## 沿革
- 1925及1928年成立，臺灣總督府殖產局成立台北及新竹兩州農事試驗場。
- 1982年合併為「臺灣省桃園區農業改良場」，隸屬臺灣省政府農林廳。
- 1999年7月1日精省後，改隸行政院農業委員會，更名為「行政院農業委員會桃園區農業改良場」。
- 2023年8月1日起隨農委會升格為農業部，更名為「農業部桃園區農業改良場」。

## 組織
- 場長
  - 副場長
    - 秘書

業務單位
- 作物改良科
- 作物環境科
- 農業推廣科

分場
- 樹林分場（位於新北市樹林區）
- 五峰分場（位於新竹縣五峰鄉）
- 新埔分場（位於新竹縣新埔鎮）

行政單位
- 人事室
- 會計室
- 秘書室

## 外部連結
- （繁體中文）（英文）農業部桃園區農業改良場 （页面存档备份，存于）